# IFK Västerås
IFK Västerås är en idrottsförening i Västerås, bildad 1898. Herrlaget i fotboll spelade 2024 i division 4 Västmanland men har som bäst i seriespel spelat flera säsonger i Sveriges näst högsta division, den första säsongen 1924–1925 och senast 1987. Klubben har även nått framgångar i friidrott och spelat i högsta serien i innebandy.

## Aktiva sektioner
- Fotboll
- Konståkning

## Vilande sektioner
- Innebandy
- Ishockey
- Bowling
- Skidsport

## Fotboll
Fotbollssektionen, IFK Västerås FK, är tillsammans med Västerås Sport och Västerås IK, Västmanlands mest meriterade fotbollsförening, med inte mindre än 30 säsonger i landets näst högsta serie (nuvarande Superettan).
Historiskt sett har föreningen spelat i röda tröjor och svarta byxor, eller samma dräkt som AC Milan, rödsvartrandig tröja och vita byxor, men sedan ett par decennier spelar laget i blåvita dräkter, likt flertaler kamratföreningar.
Föreningens damlag spelar säsongen 2017 i division 2 mellersta Svealand.
I oktober 2022 spelades det första riksmästerskapet i blindfotboll, och IFK Västerås stod som värd. 

### Historia
Laget tillhörde näst högsta serien (Division 2) från säsongen 1929-1930 till och med 1947-1948. Som bäst nådde IFK en andraplats i division 2 norra 1934-1935 bakom seriesuveränen Brage. Det skulle dröja över 20 år innan laget nådde tillbaka till division 2. Detta skedde genom ett kort gästspel säsongen 1969.
När laget gjorde comeback i tvåan 1978 uppvisades dock en annan stabilitet. Laget radade upp stabila mittenplaceringar under tio års tid och förde en jämn kamp med Västerås Sport om titeln "bäst i stan". Som bäst nådde IFK en femteplats, detta skedde både 1984 och 1986.
IFK gjorde sin senaste säsong i näst högsta serien 1987. Vid två tillfällen har klubben varit nära en återkomst. Säsongen 1993 slutade klubben snöpligt tvåa bakom lokalantagonisten VSK i division 2 men vann sedan första kvalomgången över Nybro. I den avgörande kvalomgången var dock Sirius för starka. Historien upprepade sig säsongen 1995: IFK slutade tvåa i division 2 (denna gång bakom Hertzöga), vann första kvalomgången till division 1 (mot Tyresö) men stoppades sedan av Sirius i slutkvalet. Därefter har klubben inte kunnat utmana Västerås SK om titeln "bäst i stan". Innevarande millennium har inte tillhört kamratföreningen: säsongen 2000 degraderades laget från division 2 och sedan dess har föreningen har t.o.m. fått se ett antal andra Västeråsklubbar ta steget förbi i seriepyramiden. Ett riktigt lågvattenmärke i föreningens historia noterades säsongen 2011 som tillbringades i division 5 (sjunde serienivån)! Sejouren blev dock endast ettårig. IFK har lyckats med konststycket att sluta på andra plats i division 4 Västmanland fyra år i rad (2013-2016) och sedan misslyckats att ta steget upp till division 3 i kvalspelet.

### Herrlagets resultat i seriespel
Notera att benämningen på serier ändrats med tiden. Rikets näst högsta serie benämndes exempelvis division 2 mellan 1928 och 1986, därefter division 1 1987-1999 och sedan 2000 Superettan.
| Säsong        | Placering     | Serie                                                       | Anmärkning                                                                                                |
| ------------- | ------------- | ----------------------------------------------------------- | --- |
| 1904          | 3 av 4        | Västmanländska fotbollsserien                               | |
| 1906          | 3 av 4        | Västmanland-Nerikes IF:s serietäflingar 1906, östra gruppen | |
| 1911          | 6 av 6        | Mellansvenska serien                                        | |
| 1911-1912     | 6 av 7        | Mellansvenska serien                                        | |
| 1912          | 0 av 5        | Västeråsserien                                              | |
| 1912-1913     | 1 av 6        | Mellansvenska serien                                        | |
| 1913-1914     | 4 av 7        | Mellansvenska serien                                        | |
| 1914-1915     | 7 av 8        | Mellansvenska serien                                        | |
| 1915-1916     | 5 av 7        | Mellansvenska serien                                        | |
| 1916-1917     | 6 av 8        | Mellansvenska serien                                        | |
| 1918          | 5 av 6        | Västmanland-Närkes fotbollsserie                            | |
| 1919          | 0 av 0        | Västmanland-Närkes östra fotbollsserie                      | |
| 1920-1921     | 4 av 8        | Mellansvenska serien                                        | |
| 1922-1923     | 7 av 7        | Mellansvenska serien                                        | |
| 1923-1924     | 4 av 7        | Mellansvenska serien                                        | |
| 1924-1925     | 6 av 9        | Division 2 mellansvenska serien                             | |
| 1924-1926     | 3 av 3        | Västmanlands triangelserie                                  | |
| 1925-1926     | 4 av 10       | Division 2 mellansvenska serien                             | |
| 1926-1927     | 2 av 12       | Division 2 mellansvenska serien                             | |
| 1927-1928     | 2 av 10       | Division 2 mellansvenska serien                             | |
| 1928-1929     | 7 av 10       | Division 2 mellansvenska serien                             | |
| 1929-1930     | 6 av 11       | Division 2 norra                                            | |
| 1930-1931     | 8 av 11       | Division 2 norra                                            | |
| 1931-1932     | 4 av 11       | Division 2 norra                                            | |
| 1932-1933     | 8 av 10       | Division 2 norra                                            | |
| 1933-1934     | 8 av 10       | Division 2 norra                                            | |
| 1934-1935     | 2 av 10       | Division 2 norra                                            | |
| 1935-1936     | 8 av 10       | Division 2 östra                                            | |
| 1936-1937     | 4 av 10       | Division 2 norra                                            | |
| 1937-1938     | 5 av 10       | Division 2 östra                                            | |
| 1938-1939     | 8 av 10       | Division 2 östra                                            | |
| 1939-1940     | 8 av 10       | Division 2 norra                                            | |
| 1940-1941     | 7 av 10       | Division 2 östra                                            | |
| 1941-1942     | 7 av 10       | Division 2 östra                                            | |
| 1942-1943     | 8 av 10       | Division 2 östra                                            | |
| 1943-1944     | 4 av 10       | Division 2 östra                                            | |
| 1944-1945     | 3 av 10       | Division 2 östra                                            | |
| 1945-1946     | 3 av 10       | Division 2 norra                                            | |
| 1946-1947     | 5 av 10       | Division 2 norra                                            | |
| 1947-1948     | 10 av 10      | Division 2 nordöstra                                        | Nedflyttad                                                                                                |
| 1948-1949     | 9 av 10       | Division 3 norra                                            | Nedflyttad                                                                                                |
| 1949-1950     | 6 av 10       | Division 4 centralserien                                    | |
| 1950-1951     | 9 av 10       | Division 4 centralserien                                    | Nedflyttad                                                                                                |
| 1951-1952     | 2 av 10       | Division 5 Västmanland                                      | |
| 1952-1953     | 1 av 9        | Division 5 Västmanland                                      | Uppflyttad                                                                                                |
| 1953-1954     | 3 av 10       | Division 4 Västmanland                                      | |
| 1954-1955     | 2 av 10       | Division 4 Västmanland                                      | |
| 1955-1956     | 1 av 10       | Division 4 Västmanland                                      | Uppflyttad                                                                                                |
| 1956-1957     | 5 av 10       | Division 3 norra Svealand                                   | |
| 1957-1958     | 8 av 10       | Division 3 norra Svealand                                   | Nedflyttad                                                                                                |
| 1959          | 1 av 12       | Division 4 Västmanland                                      | Uppflyttad                                                                                                |
| 1960          | 12 av 12      | Division 3 norra Svealand                                   | Nedflyttad                                                                                                |
| 1961          | 1 av 12       | Division 4 Västmanland                                      | Uppflyttad                                                                                                |
| 1962          | 6 av 12       | Division 3 norra Svealand                                   | |
| 1963          | 7 av 12       | Division 3 norra Svealand                                   | |
| 1964          | 3 av 12       | Division 3 norra Svealand                                   | |
| 1965          | 3 av 12       | Division 3 norra Svealand                                   | |
| 1966          | 3 av 12       | Division 3 norra Svealand                                   | |
| 1967          | 4 av 12       | Division 3 norra Svealand                                   | |
| 1968          | 1 av 12       | Division 3 norra Svealand                                   | Uppflyttad                                                                                                |
| 1969          | 12 av 12      | Division 2 Svealand                                         | Nedflyttad                                                                                                |
| 1970          | 4 av 12       | Division 3 norra Svealand                                   | |
| 1971          | 7 av 12       | Division 3 norra Svealand                                   | |
| 1972          | 9 av 12       | Division 3 västra Svealand                                  | |
| 1973          | 5 av 12       | Division 3 norra Svealand                                   | |
| 1974          | 5 av 12       | Division 3 norra Svealand                                   | |
| 1975          | 3 av 12       | Division 3 västra Svealand                                  | |
| 1976          | 3 av 12       | Division 3 norra Svealand                                   | |
| 1977          | 1 av 12       | Division 3 norra Svealand                                   | Uppflyttad                                                                                                |
| 1978          | 11 av 14      | Division 2 norra                                            | |
| 1979          | 11 av 14      | Division 2 norra                                            | |
| 1980          | 6 av 14       | Division 2 norra                                            | |
| 1981          | 10 av 14      | Division 2 norra                                            | |
| 1982          | 9 av 12       | Division 2 norra                                            | |
| 1983          | 10 av 12      | Division 2 norra                                            | |
| 1984          | 5 av 14       | Division 2 norra                                            | |
| 1985          | 10 av 14      | Division 2 norra                                            | |
| 1986          | 5 av 14       | Division 2 norra                                            | |
| 1987          | 13 av 14      | Division 1 norra                                            | Nedflyttad                                                                                                |
| 1988          | 10 av 14      | Division 2 mellersta                                        | |
| 1989          | 8 av 14       | Division 2 östra                                            | |
| 1990          | 4 av 14       | Division 2 östra                                            | |
| 1991 Vår Höst | 5 av 8        | Division 2 mellersta Svealand Hösttvåan Västra Svealand     | |
| 1992 Vår Höst | 5 av 8 3 av 8 | Division 2 mellersta Svealand Hösttvåan östra Svealand      | |
| 1993          | 2 av 12       | Division 2 västra Svealand                                  | Kval till division 1: IFK Västerås - Nybro IF 3-1 (2-0h, 1-1b) IFK Västerås - IK Sirius 1-2 (0-1h, 1-1b)  |
| 1994          | 7 av 12       | Division 2 västra Svealand                                  | |
| 1995          | 2 av 12       | Division 2 västra Svealand                                  | Kval till division 1: IFK Västerås - Tyresö FF 2-1 (2-0b, 0-1h) IFK Västerås - IK Sirius 0-5 (0-2h, 0-3b) |
| 1996          | 8 av 12       | Division 2 västra Svealand                                  | |
| 1997          | 8 av 12       | Division 2 västra Svealand                                  | |
| 1998          | 10 av 12      | Division 2 västra Svealand                                  | |
| 1999          | 6 av 12       | Division 2 västra Svealand                                  | |
| 2000          | 12 av 12      | Division 2 västra Svealand                                  | Nedflyttad                                                                                                |
| 2001          | 9 av 12       | Division 3 västra Svealand                                  | |
| 2002          | 11 av 12      | Division 3 västra Svealand                                  | Nedflyttad                                                                                                |
| 2003          | 3 av 12       | Division 4 Västmanland                                      | |
| 2004          | 1 av 12       | Division 4 Västmanland                                      | Uppflyttad                                                                                                |
| 2005          | 9 av 12       | Division 3 östra Svealand                                   | |
| 2006          | 11 av 12      | Division 3 västra Svealand                                  | Nedflyttad                                                                                                |
| 2007          | 5 av 12       | Division 4 Västmanland                                      | |
| 2008          | 6 av 12       | Division 4 Västmanland                                      | |
| 2009          | 2 av 12       | Division 4 Västmanland                                      | |
| 2010          | 11 av 12      | Division 4 Västmanland                                      | Nedflyttad                                                                                                |
| 2011          | 1 av 12       | Division 5 Västmanland                                      | Uppflyttad                                                                                                |
| 2012          | 4 av 12       | Division 4 Västmanland                                      | |
| 2013          | 2 av 12       | Division 4 Västmanland                                      | Kval till division 3: 3 av 4 (grupp 4)                                                                    |
| 2014          | 2 av 12       | Division 4 Västmanland                                      | Kval till division 3: 3 av 4 (grupp 4)                                                                    |
| 2015          | 2 av 12       | Division 4 Västmanland                                      | Kval till division 3: 3 av 4 (grupp 4)                                                                    |
| 2016          | 2 av 12       | Division 4 Västmanland                                      | Kval till division 3: 4 av 4 (grupp 3)                                                                    |
| 2017          | 4 av 12       | Division 4 Västmanland                                      | |
| 2018          | 5 av 12       | Division 4 Västmanland                                      | |
| 2019          | 5 av 12       | Division 4 Västmanland                                      | |
| 2020          | 6 av 11       | Division 4 Västmanland                                      | |
| 2021          | 6 av 12       | Division 4 Västmanland                                      | |
| 2022          | 1 av 12       | Division 4 Västmanland                                      | Uppflyttad                                                                                                |
| 2023          | 11 av 12      | Division 3 Norra Svealand                                   | Nedflyttad                                                                                                |
| 2024          | 1 av 12       | Division 4 Västmanland                                      | Uppflyttad                                                                                                |
| 2025          | ? av 12       | Division 3 Norra Svealand                                   | Pågående säsong                                                                                           |

## Innebandy
Föreningens innebandysektion, IFK Västerås IBK, har spelat nio säsonger i högsta serien i innebandy för herrar, vilket placerar klubben på 21 plats i maratontabellen. I denna statistik räknas Tomasgårdens IF, en av sportens verkliga pionjärer. Av de nio säsongerna stod Tomasgården för sju. Till säsongen 1996-1997 övertog IFK Tomasgårdens plats i Elitserien, första säsongen under namnet Tomasgården/IFK Västerås IBK, sedan under namnet "IFK Västerås IBK". Premiäråret slutade med en sjätte plats i Elitseriens södergrupp för IFK. Säsongen 1997-1998 tillbringades i norrgruppen där IFK spelade stadsderbyn mot Västerås IBF. Hemmaderbyt i Västeråshallen resulterade i ett prydligt publikrekord för innebandy i Västerås då 2,178 såg matchen. Dessvärre slutade säsongen med degradering, varefter verksamheten slogs samman med Västerås IBF.